# 齊亞帕小獾求生步槍
齊亞帕「小獾」（英語：Chiappa Little Badger；下稱：小獾）是一款由意大利齊亞帕所研製和生产的單發式手動操作求生步槍及霰彈槍族，三款型號分為發射.17溫徹斯特超級馬格南、.17 HMR，.22 LR、.22溫徹斯特麥格農和9毫米弗洛伯特口徑手枪子彈。

## 概述
從結構上來看，小獾的設計可謂簡約到了極致，只保留了最基本的構件。該槍採用中折式裝填結構，只能單發裝填，需要手動完成供彈、退殼操作，單動擊錘擊發，這在現代運動步槍中是比較少見的。膛室鎖定杆位於扳機護環前方，向前推動鎖定杆，即可打開膛室進行裝填。其擊錘外露於機匣後方。很短的護木四周設有MIL-STD-1913戰術導軌，用以安裝光学瞄准镜、雷射瞄準器等附件。扳機護圈後方的機匣底部也設有MIL-STD-1913戰術導軌。全槍可分為槍管、機匣和槍托三大組件，沒有任何多餘的部分。即使是此前並未接觸槍械的新手，也可以在很短時間內學會如何操作小獾。

## 衍生型
齊亞帕「小獾」豪華型（英語：Chiappa Little Badger Deluxe）是小獾的豪華型版本，換上木製槍托和護木（因此只有頂部設有MIL-STD-1913戰術導軌）。

## 資料來源
1. ↑  . 2018-03-28  [2018-10-14]. （原始内容存档于2021-01-28） （美国英语）.
2. ↑  . www.americanrifleman.org.   [2018-10-14]. （原始内容存档于2020-12-03） （英语）.
3. ↑  .   [2019-05-01]. （原始内容存档于2021-05-15）.

## 外部連結
- （英文）—LITTLE BADGER Single Shot rifle cal. .22LR—
  - STANDARD
  - DELUXE
- （英文）—The Firearm Blog.com—
  - Chiappa Little Badger Single Shot .22LR （页面存档备份，存于）
  - New Chiappa Double Badger （页面存档备份，存于）
- （英文）—The Truth About Guns.com—New from Chiappa: Little Badger Folding Skeletonized Rimfire Rifle （页面存档备份，存于）
- （英文）—Tactical Life.com—Gun Buyer's Guide 2015: Top 18 Single-Shots, Other Rifles & Shotguns （页面存档备份，存于）
- （英文）—Personal Defense World.com—Chiappa's Kodiak, Little Badger Get Upgrades for 2014 （页面存档备份，存于）
- （英文）—GunBlast.com—Chiappa "Little Badger" 22 Magnum Single-Shot Rifle （页面存档备份，存于）
- （英文）—all4shooters.com—Chiappa Firearms Little Badger